# El Lavi
Manuel Díaz Cantoral (bijnaam: El Lavi), (Cádiz, 11 maart 1812 - Lima, Peru, 9 december 1858) was een Spaanse torero en gitano.

## Biografie
El Lavi groeide op als gitano in Cádiz en begon als banderillero voor zijn broer Gaspar. Hij presenteerde zich op 17 april 1843 in Las Ventas, Madrid, waar hij enkele gevechten vocht, onder andere met stieren van Gariva en Sandoval. Hij had een bijzondere stijl in de arena, onder andere omdat hij met de stieren praatte en de indruk maakte het leven niet zo serieus te nemen. Tussen 1848 en 1858 maakte hij zich erg populair onder het publiek. Hij vocht ook wedstrijden buiten Spanje, onder andere in Havana, Cuba en in Mexico. Hij vertrok naar Lima, Peru om daar te vechten en stierf daar tien dagen na aankomst aan de gevolgen van gele koorts.